# Грегуар, Кристин
Кристин О’Грэди Грегуар (англ. Christine O'Grady Gregoire, (24 марта 1947 года) — американский политик-демократ. Губернатор штата Вашингтон с 2005 года по 2013 год. Вторая в истории женщина на посту губернатора Вашингтона. 

## Биография
Кристин О’Грэди Грегуар родилась в городе Эйдриан штата Мичиган в 1947 году. Окончила Вашингтонский университет (1969, бакалавр искусств). Доктор юриспруденции (1977).
В 1993—2005 годах генеральный прокурор штата Вашингтон.
Отмечена Seattle Aquarium Medal (2010).